# Fernão Teles da Silva
Fernão Teles da Silva, 2. markiz de Alegrete, 3. hrabia de Vilar Maior, (15 października 1662 — 7 lipca 1734) był portugalskim dyplomatą i historykiem.
Deputowany do Rady Trzech Stanów (Junta dos Três Estados). Brał udział w wojnie o sukcesję hiszpańską (1701-1714) jako adiutant króla Piotra II.
W roku 1707 został ambasadorem Portugalii w Wiedniu. Tam opublikował w roku 1717 (po portugalsku), dla ojca Francisco da Fonseca szczegółowy opis-raport z działalności ambasady. Po powrocie do Lizbony, utytułowany jako markiz de Alegrete.  
Razem z Antonio Rodrigues da Costa, negocjował mariaż Piotra II z córką Palatyna Reńskiego.
Należał do Królewskiej Akademii Historycznej (Academia Real de História), założonej w 1720 roku. Był jednym z jej dwóch cenzorów. Jego dziełem jest: Historia genealógica. 